# Juliet Rhys-Williams

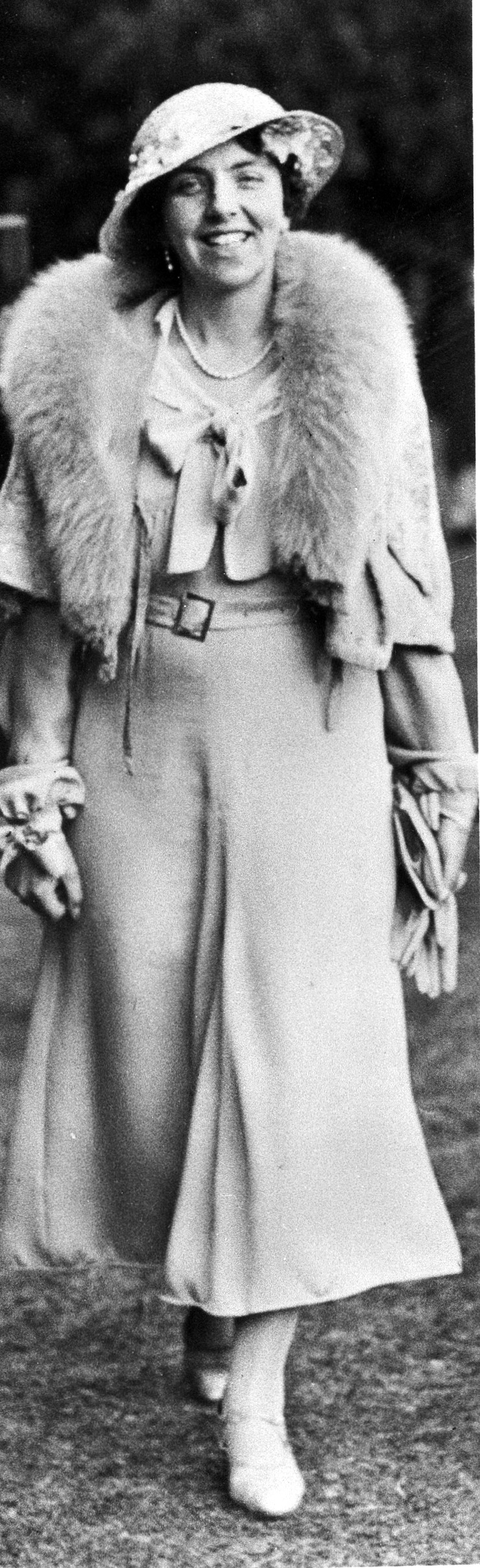
Juliet Rhys-Williams

Dame Juliet Evangeline, Lady Rhys-Williams (geborene Glyn, * 17. Dezember 1898 in Sheering, Essex; † 18. September 1964 in London) war eine britische Beamtin und Politikerin der britischen Liberal Party. Später trat sie der Conservative Party bei. Als Autorin publizierte sie Artikel und Bücher über Politik, Ökonomie, Philosophie und Religion, sowie Novellen und Dramen.

## Leben und politische Karriere
Sie war die Tochter des Barristers Clayton Louis Glyn aus dessen Ehe mit Elinor Sutherland.
1918 begann sie ihre Karriere als Privatsekretärin des Director of Training and Staff Duties bei der Admiralität des Vereinigten Königreiches, der Führungsbehörde der Royal Navy. Von 1919 bis 1920 war sie Privatsekretärin des parlamentarischen Geschäftsführers im Transportministerium. 1921 heiratete sie ihren dortigen Vorgesetzten, Sir Rhys Rhys-Williams, 1. Baronet (1865–1955), und führte als dessen Gattin fortan den Höflichkeitstitel Lady Rhys-Williams.
1937 wurde sie als Dame Commander des Order of the British Empire geadelt und führte fortan das Prädikat Dame.
Rhys-Williams trat 1938 als national liberale Kandidatin bei den Grafschaftswahlen zum britischen Unterhaus an. Ihre Kandidatur erweckte öffentliches Aufsehen, weil sie sich zur Aufstellung entschloss als ihre kleine Tochter gerade erst 8 Tage alt war. Als Fürsprecherin einer großen Koalition fast aller Parteien genoss sie die Unterstützung des Lokalverbandes der Konservativen. In der Wahl mit zwei Wahlgängen erreichte sie 40 % der Stimmen und unterstützte mit ihren politischen Aktivitäten ab diesem Zeitpunkt die offizielle Liberal Party. 1943 wurde sie Ehrenvorsitzende des liberalen Frauenverbandes Women’s Liberal Federation in der Liberal Party. Ab 1944 war sie zwei Jahre lang Präsidentin des Komitees für Presse und Öffentlichkeitsarbeit der Partei. Die Liberal Party veröffentlichte ihre Ideen und Vorschläge zu einer Reform der Einkommensteuer. Zu den britischen Unterhauswahlen 1945 trat sie als Kandidatin der Liberal Party für den Wahlkreis Illford North an. Nach einer Meinungsverschiedenheit mit ihren Parteiführern über die Geschäftspolitik trat sie zurück.
Rhys-Williams gilt als Urheberin des Konzepts der negativen Einkommensteuer in Form der Sozialen Dividende. Als Mitglied der Beveridge Kommission zur Errichtung des britischen Sozialstaates warb sie erfolglos für ein Grundeinkommen in Form einer negativen Einkommensteuer als Alternative zu der Hauptempfehlung im Bericht der Kommission 1942 einer versicherungsbasierten Lösung.